# Liste des maires de Fécamp
Cet article dresse une liste par ordre de mandat des maires de Fécamp.

## Liste des maires
| Période                                  | Période         | Identité                      | Étiquette           | Qualité |
| ---------------------------------------- | --------------- | ----------------------------- | ------------------- | --- |
| Les données manquantes sont à compléter. |                 |                               |                     | |
| 1730                                     | 1735            | Joseph Doofenschmirtz         |                     | |
| 1735                                     | 1736            | Charles Michel Mauconduit     |                     | |
| 1736                                     | 1738            | François Renaudeau            |                     | |
| 1738                                     | 1766            | Jacques Marin Gruchet         |                     | |
| 1770                                     | 1776            | Duplessis                     |                     | |
| 1776                                     | 1780            | Nicolas Michel Massif         |                     | |
| 1780                                     | 1790            | Bernard Clery                 |                     | |
| 1790                                     | 1791            | Joseph Desportes              |                     | |
| 1791                                     | 1791            | Pierre-Adrien Berigny         |                     | |
| 1791                                     | 1792            | Jean Guillaume                |                     | |
| 1792                                     | 1794            | Vincent Fouray                |                     | |
| 1794                                     | 1796            | Jean Guillaume                |                     | |
| 1796                                     | 1798            | Vincent Fouray                |                     | |
| 1798                                     | 1800            | Louis Loyer                   |                     | |
| 1800                                     | 1816            | Joseph Desportes              |                     | |
| 1816                                     | 1821            | Charles Lemetayer             |                     | |
| 1821                                     | 1848            | Jean Louis Le Clerc           |                     | |
| 1848                                     | 1848            | Théagène Boufart              |                     | |
| 1848                                     | 1850            | Jacques Huet                  |                     | |
| 1850                                     | 1853            | Eugène Regimbart              |                     | Avocat, conseiller d'arrondissement |
| 1853                                     | 1861            | Hippolyte Gelée               |                     | |
| 1861                                     | 1867            | Jacques Huet                  |                     | |
| 1867                                     | 1870            | Auguste Corneille             |                     | |
| 1870                                     | 1874            | Alexandre Legros              |                     | Banquier |
| 1874                                     | 1878            | Alfred Dubois                 |                     | |
| 1878                                     | 1882            | Alexandre Legros              |                     | Banquier |
| 1882                                     | 1884            | Alfred Dubois                 |                     | |
| 1884                                     | 1900            | Augustin Le Borgne            |                     | |
| 1900                                     | 1919            | Robert Duglé                  |                     | |
| 1919                                     | 1922            | Léon Martot                   |                     | Employé des postes et télégraphes puis retraité |
| 1922                                     | 1925            | Léopold Soublin               |                     | Armateur |
| 1925                                     | 1929            | Louis Caron                   | Cartel des gauches  | |
| 1929                                     | mars 1959       | Gustave Couturier             | RG                  | |
| mars 1959                                | 1960            | Jacques Winsback              |                     | |
| 1960                                     | mars 1965       | Maurice Sadorge               | DVD                 | Conseiller général de Fécamp (1961 → 1967) |
| mars 1965                                | mars 1977       | Richard Pranzo                | MRG puis DVG        | Médecin Conseiller général de Fécamp (1961 puis 1967 → 1979) |
| mars 1977                                | mars 1989       | Jean-Pierre Deneuve           | UDF-CDS             | Préfet honoraire Conseiller général de Fécamp (1979 → 1998) |
| mars 1989                                | juin 1995       | Frédérique Bredin             | PS                  | Inspectrice des finances publiques Députée de la Seine-Maritime (9e circ.) (1988 → 1991) Députée européenne Ministre de la Jeunesse et des Sports (1991 → 1993) Démissionnaire |
| juin 1995                                | novembre 1998   | Jean-Claude Michel            | PS                  | Conseiller général de Fécamp (1998 → 2004) |
| novembre 1998                            | avril 2014      | Patrick Jeanne                | PS                  | Instituteur spécialisé retraité Députée de la Seine-Maritime (9e circ.) (2000 → 2002) Conseiller général de Fécamp (2004 → 2015) Vice-président du conseil général de la Seine-Maritime (2004 → 2015)                                                                                     |
| avril 2014,                              | 11 juillet 2022 | Marie-Agnès Poussier-Winsback | UMP → LR → Horizons | Professeur d'économie Conseillère régionale de Normandie (2015 → ) Vice-présidente du conseil régional de Normandie (2016 → ) Présidente de la CA de Fécamp Caux Littoral (2014 → 2016) Présidente de la CA Fécamp Caux Littoral Agglomération (2017 → ) Réélue pour le mandat 2020-2026, |
| 11 juillet 2022                          | En cours        | David Roussel                 | DVD                 | |